# Dayan Kodua
Dayan Kodua, née le 7 septembre 1980, est une actrice, mannequin et auteure ghanéenne-allemande,,. En 2001, elle est devenue la première femme noire à remporter un concours de beauté en Allemagne. Elle a joué dans un certain nombre de films américains et allemands et a été ambassadrice honorée du continent africain en Allemagne en 2005,.

## Jeunesse
Dayan Kodua avait 10 ans lorsque sa famille a déménagé du Ghana pour bâtir un avenir meilleur en Allemagne. Elle appartient à la tribu des Ashanti (guerriers). L'allemand est devenu sa deuxième langue maternelle aux côtés de sa langue akan Twi ; plus tard, elle a également maîtrisé l'anglais et le français. Adolescente, elle a chanté et a été danseuse de fond pour Chris de Burgh, Sasha, Lou Bega, Haddaway, Right Said Fred et quelques autres,.

## Éducation
À l'université des sciences appliquées de Kiel, Dayan Kodua a obtenu un diplôme pour devenir assistante économique certifiée par l'État. Elle a ensuite poursuivi sa passion pour étudier le théâtre à la Coaching Company Berlin. Et puis poursuivi au Theatre of Arts et au Howard Fine Acting Studio à Los Angeles,.

## Carrière
Elle a commencé tôt le mannequinat et est devenue en 2001 la première et jusqu'à présent la seule Miss Schleswig-Holstein noire. Les réservations des créateurs de mode Thierry Mugler, Escada et Versace ont suivi. Elle a ensuite commencé à étudier à la Coaching Company à Berlin. Et elle s'est formée au Howard Fine, au Theatre of Arts et au Tasha Smith Studio à Los Angeles.
En Amérique, Kodua a été actrice dans de grandes productions telles que Boston Legal, Passions et les longs métrages Crank et Lords of the Underworld.
Elle a également joué dans certains films et séries télévisées allemands, notamment Hai-Alarm auf Mallorca, Balko, Wolffs Revier et Auf Herz und Nieren. En 2011, elle interprète la voix de Hannes Jaenicke et Anne Will dans le jeu vidéo AJABU - L'héritage des ancêtres,.

## Philanthropie
Kodua a initié et sponsorisé certains projets caritatifs, notamment: travailler pour la Michael Jordan Foundation sur le podium à la House of Blues, Los Angeles, en 2006 avec Angie Stone et Snoop Dogg. Elle a fondé Dayan international, qui fait également une marque pour son pays natal, le Ghana. En tant que marraine de GhanaHelp, elle s'intéresse particulièrement à l'organisation hambourgeoise IMIC eV, qui milite pour l'éducation des personnes issues de l'immigration.

## Réalisations
Dayan est devenu un « modèle » pour les Africains en Europe. Elle est la figure de proue d'une jeune génération noire, sûre d'elle et prospère, issue de l'immigration. Elle a fait la couverture du premier numéro de African Heritage in Europe.
Dayan, qui a été honorée en 2005 en tant qu'ambassadrice culturelle du continent africain en Allemagne, n'a pas peur d'être critique. Elle lance donc un appel à tous les jeunes nés en Europe, notamment en Allemagne : « Engagez-vous, ne niez pas votre origine, mais ne faites aucune difficulté sur votre couleur de peau noire! ».
Elle est l'auteure du livre de 2014 My Black Skin: Black.Successful.German. Dans My Black Skin, 25 personnalités afroallemandes affichent fièrement leur peau foncée. Les protagonistes de la politique et des affaires, de l'art et de la culture, de la science et du sport racontent comment ils sont arrivés au sommet. Ce sont des modèles et ils montrent que, quelle que soit la couleur et l'origine de la peau, vous pouvez tout réaliser si vous ne croyez qu'en vous-même, ,. Elle publie également un livre pour enfants intitulé Odo en 2010.
En 2014, elle a été nommée pour le Emotion Award et a remporté le prix Nana Yaa Asantewaa dans la catégorie Médias.